# Neosensoriaphis
Neosensoriaphis  (лат.) — род тлей из подсемейства Spicaphidinae . Эндемик Чили (Южная Америка).

## Описание
Мелкие насекомые, длина 1,0—1,4 мм.
Ассоциированы с растениями Nothofagus (Nothofagus obliqua). Близок к тлям рода Neuquenaphis
.
- Neosensoriaphis parva Quednau, 1990 — Испания